# マヌエル・パブロ
マヌエル・パブロ・ガルシア・ディアス（Manuel Pablo García Díaz、1976年1月25日 - ）は、スペイン・カナリア諸島アルカス出身の元同国代表サッカー選手、現サッカー指導者。現役時代のポジションはDF。

## 経歴
カナリア諸島のラス・パルマス・デ・グラン・カナリア出身であり、1996年に地元のUDラス・パルマスからデビューした。まだ22歳だった1998年にデポルティーボ・ラ・コルーニャに移籍したが、実際には同時期にUDラス・パルマスからデポルティーボに移籍したアルゼンチン人FWホセ・オスカル・フロレス(José Oscar Flores)のおまけという扱いに過ぎなかった。1998年11月15日のデポルティーボ・アラベス戦(2-2)でプリメーラ・ディビシオンデビューし、アルマンド・アルバレスとポジション争いを繰り広げた。1998-99シーズンはリーグ戦14試合の出場だったが、クラブにアルマンドを放出させるのに十分な活躍であった。1999-2000シーズンと2000-01シーズンはリーグ戦計74試合に出場し、デポルティーボ守備陣で重要な役割を担った。1999-2000シーズンにはクラブ初のリーグ優勝を果たした。これらの活躍から、2000年8月16日、ドイツとの親善試合(1-4)でスペイン代表デビューした。2001年夏にはレアル・マドリードから獲得のオファーがあったものの、デポルティーボのレンドイロ会長に「うちのマヌエル・パブロはジダンより高い」と言わしめ、結果デポルティーボに残留した。2001年9月30日、セルタ・デ・ビーゴとのガリシアン・ダービーでエヴェルトン・ジョヴァネッラと接触し、腓骨と脛骨を骨折して負傷退場した。2001-02シーズンの残り試合を欠場することになり、選手生命を危ぶまれるほどの怪我であったが、長期に渡るリハビリの末、2002-03シーズンのコパ・デル・レイ、CDコッラレホ戦で90分間プレーして復帰した。ハビエル・イルレタ監督は2002年10月6日のラシン・サンタンデール戦(0-2)でリーグ戦にも復帰させ、試合終了間際のわずかな時間だけプレーした。2003-04シーズン終盤には完全に回復したことを証明した。2004年4月7日、UEFAチャンピオンズリーグ準々決勝のACミラン戦セカンドレグ(4-0)では好調なプレーを見せた。2004-05シーズン以降はエスタディオ・リアソールに不可欠な右サイドバックであり、2006-07シーズン前半戦はアルバロ・アルベロアとのポジション争いとなったが、2007年1月にはアルベロアがリヴァプールFCに旅立った。2008-09シーズンはラウレとポジションを争ったが、2007-08シーズンと2008-09シーズンも右サイドバックのレギュラーであった。長期の交渉の末、2009年5月中旬にはクラブとの契約を2年間（1年間のオプション付き）延長した。

## タイトル

### クラブ
デポルティーボ・ラ・コルーニャ
- ラ・リーガ : 1回 (1999-00)
- スーペルコパ・デ・エスパーニャ : 1回 (2000)
- セグンダ・ディビシオン : 1回 (2011-12)
- UEFAインタートトカップ : 1回 (2008)